# Hrabstwo Lincoln (Idaho)
Hrabstwo Lincoln (ang. Lincoln County) – hrabstwo w stanie Idaho w Stanach Zjednoczonych. Obszar całkowity hrabstwa obejmuje powierzchnię 1205,86 mil² (3123,16 km²). Według szacunków United States Census Bureau w roku 2009 miało 4645 mieszkańców. Jego siedzibą administracyjną jest Shoshone.
Hrabstwo ustanowiono 18 marca 1895 r. Nazwa pochodzi od nazwiska prezydenta USA Abrahama Lincolna. Początkowo powierzchnia hrabstwa była duża większa; w 1913 r. część obszaru przydzielono nowym jednostkom administracyjnym: Gooding i Minidoka.

## Miejscowości
- Dietrich
- Richfield
- Shoshone